# Triétérides
Les Triétérides sont des dionysies ou fêtes de Dionysos  qui se célébraient dans la Grèce antique.
Leur nom vient de ce qu'elles se célébrait tous les deux ans (les Grecs comptant à la fois le point de départ et le point d'arrivée). Ce retour triéterique de ces fêtes constitue une véritable aporie car la végétation, à laquelle présidait Dionysos, est un phénomène annuel dont le retour aurait dû exiger des rites annuels. 

## Aspects des rites
Les actes les plus saints et les plus secrets de ces fêtes enthousiastes s'accomplissaient la nuit. C'était vers le solstice d'hiver, pendant les nuits les plus longues et les plus froides de l'année. On y faisait des sacrifices avec des rites particuliers, auxquels servaient divers objets mystiques.
Ces cultes mystiques de Dionysos ont varié suivant les lieux et les temps ; ici plus sauvages, là plus adoucis, ils ont subi l'influence des religions voisines ou analogues, par exemple de Cybèle, de Sabazios, de Zagreus, le dieu crétois adopté par l'orphisme.
Ces rites divers se rapportaient à deux idées mystiques principales, qui elles-mêmes relevaient d'une idée commune. Dionysos était considéré comme le dieu de la nature, de la végétation, pendant sa période annuelle de mort, c'est-à-dire pendant l'hiver : il la représentait dans sa souffrance et dans sa mort, il mourait, il disparaissait lui-même. Les rites étaient en partie la reproduction des différentes légendes.
Le récit le plus explicite est donné par un écrivain chrétien du IVe siècle, Julius Firmicus Maternus, où l'on constate combien la mythologie orphique avait pénétré dans les triétérides crétoises. On y représentait la mort de Dionysos enfant : on arrachait avec les dents la chair d'un taureau vivant, on remplissait de lamentations furieuses la solitude des forêts, on portait en procession la ciste où Athéna avait caché le cœur de son frère déchiré par les Titans, on imitait avec le son des flûtes et des cymbales celui des jouets qui leur avait servi à tromper le jeune dieu. 
Dans Les Bacchantes, Euripide nous présente un Dionysos thébain qui déchire des boucs et mange leur chair crue (omophagie).

## Les triétérides thébaines
Les triétérides thébaines sont, dans les traditions religieuses et littéraires de l'antiquité, celles représentent principalement le culte orgiastique de Dionysos. Elles se célébraient dans les replis du Cithéron, surtout pendant la nuit, à la clarté des torches. Les femmes seules, des Ménades, y prenaient part : couronnées de lierre, revêtues de nébrides, la chevelure flottante, agitant des thyrses et frappant sur des tambours, elles se livraient à des danses et à une agitation furieuse sur la montagne, en invoquant le dieu à grands cris. 

## Les triétérides delphiques
Les triétérides de Delphes ont été souvent chantées par les poètes. La troupe des Thyiades, composée de femmes d'Athènes et de Delphes, parcourait avec des torches la région du Parnasse voisine de la grotte Corycienne, souvent dans la neige, pendant les nuits glacées d'hiver. Elles appelaient à grands cris Dionysos enfant, porté dans le van mystique, et elles imploraient son réveil, c'est-à-dire le réveil de la nature endormie et morte. A Delphes même, le collège des Purs (Osioi) offrait un sacrifice au tombeau de Dionysos, qui était dans le temple d'Apollon. À ce moment retentissait le dithyrambe, qui remplaçait le péan pendant les trois mois d'hiver.

## Les autres triétérides
Les triétérides dionysiaques étaient célébrées dans beaucoup de villes grecques. Il semble qu'elles existaient partout où un culte enthousiaste et sombre du dieu est indiqué par des rites et par des noms particuliers. 
Ainsi, pour le Péloponnèse, les noms de Baccheios à Sicyone et à Corinthe, de Nyctélios à Mégare, de Mélanaigis à Hermione, sous lesquels Dionysos était honoré, sont par eux-mêmes significatifs. Il en est de même de la fête très importante des Thyiades en Élide, où les femmes appelaient le dieu-taureau qui précipite sa marche furieuse, de la fête nommée Skiéria qui se célébrait à Aléa, en Arcadie, et qui comprenait parmi ses rites une flagellation de femmes, de la fête nocturne célébrée à Pallène, en Achaïe, en l'honneur de Dionysos Lampter. Argos, qui était, avec l’Élide, le principal siège du culte enthousiaste de Dionysos dans le Péloponnèse, célébrait des agrionies, où la légende remplaçait les trois Minyades d'Orchomène par les trois filles de Proétos et attribuait au devin Mélampous un rôle capital. La même ville consacrait encore à Dionysos deux autres fêtes qui paraissent avoir été orgiastiques. L'une, à l'embouchure de l'Érasinos, portait le nom caractéristique de Tyrbé ; l'autre, près de Lerne, marquait fortement dans ses rites et ses symboles, dans des mystères où se trouve aussi la trace des rapports du dieu avec la grande déesse d'Eleusis, le caractère de Dionysos, considéré comme dieu de la vie animale et végétale. C'est ce qu'exprimaient des rites phalliques en rapport avec la légende de Prosymnos et un genre particulier d'invocation adressé à Dionysos Bougénès. Les Argiens l'appelaient au son des trompettes ; ils l'invitaient à sortir des marais de Lerne, des eaux sans fond, où ils avaient précipité une brebis noire pour fléchir Hadès Pylaochos, le gardien de la porte des enfers. Sparte elle-même admit le culte orgiastique de Dionysos d'après Virgile.
Il faut également ajouter les fêtes dionysiaques qui se célébraient à Delphes tous les neuf ans et qui portaient les noms d'Héroïs et de Charila. Peut-être faut-il y joindre les Halôa, célébrées à Éleusis et probablement ailleurs, qui avaient trait à la seconde naissance de Dionysos et dont le nom aurait été communément donné en Attique aux triétérides.

## Source
« Dionysia », dans Charles Victor Daremberg et Edmond Saglio (dir.), Dictionnaire des Antiquités grecques et romaines, 1877-1919 [détail de l’édition] (lire en ligne) (« quelques transcriptions d'articles », sur mediterranees.net)